# Shirayuki Hime no Densetsu
Легенда о принцессе Белоснежке (яп. 白雪姫の伝説 Сираюки химэ но дэнсэцу, Shirayuki Hime no Densetsu) — аниме-сериал, сделанный на студии Tatsunoko Production по сюжету европейской сказки о Белоснежке. Премьера аниме, сценарий к которому был написан Дзиндзо Ториуми, состоялась на телеканале NHK 6 апреля 1994 года. Трансляция 52-х серий продолжалась до 29 марта 1995 года.
Саундтрек включает композиции «Heart no mori e tsuretette» Мики Сакаи и Red Dolphins, а также песню «Folk Dance» (яп. フォークダンス Foku Dansu), которую исполняет Мэбаэ Мияхара.

## Сюжет
После смерти жены король Конрад решает повторно вступить в брак ради дочери, Белоснежки. Однако вторая жена оказалась жестокой и эгоистичной женщиной. Девушка находит утешение в общении со своими друзьями-животными, она также знакомится с молодым принцем Ричардом. Однако Ричард также вынужден уехать, и сразу после этого мачеха посылает охотника убить Белоснежку. После долгого блуждания в лесу Белоснежка натыкается на небольшой домик, где засыпает, а утром знакомится с семью гномами, те сделают Всё возможное, чтобы помочь ей вернуться во дворец, найти принца, и даже поставить королеву на место.

## Роли озвучивают
- Юри Амано — Белоснежка
- Мари Ёко — мачеха
- Такэхито Коясу — Ричард
- Тэцуя Аванага — Джолли
- Акико Хирамацу — Поккэ
- Хироси Нака — Босс
- Дзюнъити Сугавара — Гурумэ
- Кацуми Судзуки — Ромашка
- Кодзо Миоя — Голди
- Нобуюки Фурута — Вуди